# اتو اسکورتسنی
اتو اسکورتزنی (به آلمانی: Otto Skorzeny) (۱۲ ژوئن ۱۹۰۸–۶ ژوئیه ۱۹۷۵) سرهنگ دوم آلمانی اتریشی در وافن اس اس در طول جنگ جهانی دوم بود. او در تعدادی عملیات، از جمله برکناری نایب السلطنه مجارستان میکلوش هورتی و عملیات گران ساسو که بنیتو موسولینی را از اسارت نجات داد، شرکت داشت. اسکورزنی عملیات گریف را رهبری کرد که در آن سربازان آلمانی با پوشیدن لباس دشمن به خطوط متفقین نفوذ کردند که در نتیجه آن در سال ۱۹۴۷ در دادگاه نظامی داخائو به نقض کنوانسیون ۱۹۰۷ لاهه متهم شد، اما تبرئه شد.
اسکورزنی در سال ۱۹۴۸ از اردوگاه گریخت و در مزرعه ای در باواریا و همچنین در سالزبورگ و پاریس پنهان شد و سرانجام در اسپانیا مستقر شد. در سال ۱۹۵۳ به عنوان مشاور نظامی جمال عبدالناصر خدمت کرد. مدتی هم مشاور خوان پرون رئیس‌جمهور آرژانتین بود. اسکورزنی به عنوان عامل موساد در اجرای عملیات الماس کمک کرد.او در ۵ ژوئیه ۱۹۷۵ بر اثر سرطان ریه در سن ۶۷ سالگی در مادرید درگذشت.

## زندگی قبل از جنگ
اسکورتسِنی فرزند یک مهندس عمران اتریشی بود و خود او هم به عنوان یک مهندس در وین مشغول به کار بود. در سال ۱۹۳۱ به حزب ناسیونال سوسیالیست اتریش پیوست. جای جراحت عمیقی که روی صورت او وجود دارد در حقیقت جای زخم شمشیر در جریان یک مسابقه شمشیربازی بود. سال ۱۹۳۸ و در جریان آنشلوس با میانجی‌گری بین برخی نیروهای اس‌آ و گارد ریاست جمهوری اتریش از تیراندازی بین این دو جلوگیری کرد و به این ترتیب ویلهلم میکلاس، رئیس‌جمهور اتریش از مرگ نجات یافت. این اقدام اسکورتسنی با دستور آرتور سیس-اینکوارت، رهبر حزب ناسیونال سوسیالیست اتریش جهت جلوگیری از خونریزی انجام شد.

## عملیات گران ساسو
بنیتو موسولینی، نخست‌وزیر ایتالیا و متحد آلمان، در سال ۱۹۴۳ توسط نیروهای ایتالیایی طرفدار متفقین دستگیر و زندانی شد. اسکورتسِنی توسط آدولف هیتلر انتخاب شد تا طی یک عملیات تکاورانه موسولینی را نجات دهد. اسکورتسینی حدود دو ماه به عکس‌برداری هوایی از مناطق مختلفی که احتمال می‌داد موسولینی در آن مکان‌ها نگهداری شود، پرداخت. سرانجام مکان قطعی نگهداری موسولینی که در یک هتل در کوهستان آپنینه بود، برای آلمان‌ها فاش شد. این مکان فقط از طریق تله کابین قابل دسترسی بود و از آن به شدت مراقبت می‌شد. سرانجام روز ۱۲ سپتامبر ۱۹۴۳ عملیات بلوط به اجرا درآمد و تعدادی از چتربازهای لوفت‌وافه و تعدادی از تکاوران وافن اس‌اس و مأموران سرویس اطلاعاتی آلمان به رهبری اسکورتسنی، توسط گلایدر روی شیبی نزدیک به هتل فرود آمدند و با غافلگیر کردن محافظان، بدون شلیک یک گلوله هتل را تصرف کردند. اسکورتسنی وقتی به محل نگهداری موسولینی رسید، خبردار ایستاد و به موسولینی گفت: 
دوچه، پیشوا مرا به این‌جا فرستاده تا شما را آزاد کنم!
موسولینی به همراه اسکورتسنی بلافاصله با یک هواپیمای سبک لوفت‌وافه که پس از تصرف هتل در کنار آن فرود آمده بود، به پایگاه هوایی آلمان در جنوب رم و از آن جا با هواپیمای دیگری به مقر فرماندهی پیشوا در برلین منتقل شد تا با هیتلر دیدار کند.

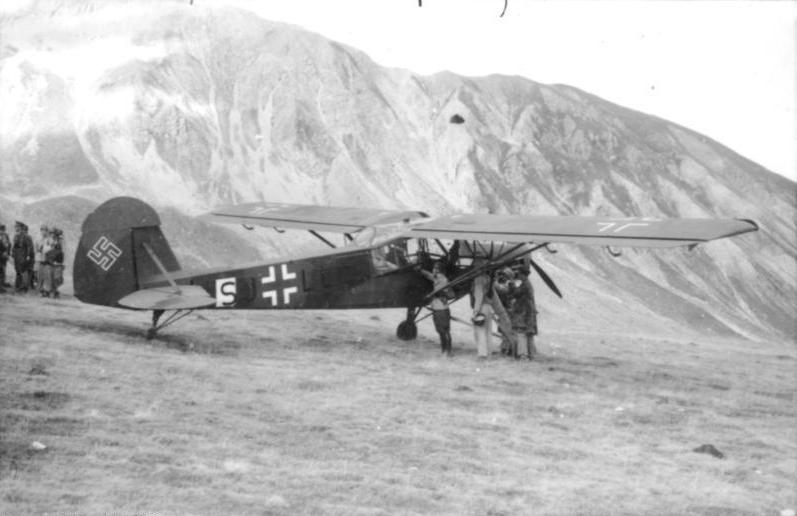
Fieseler Fi 156 Storch برای نجات موسولینی استفاده شد

اسکورتسِنی به خاطر این عملیات نشان صلیب شوالیه صلیب آهنین را دریافت کرد و به درجه سرگردی ارتقا یافت.

## عملیات پرش بلند
کاگ‌ب و کمونیستهای اتحاد جماهیر شوروی ادعا نموده‌اند که اسکورتسنی بنا به دستور هیتلر قصد داشت طی عملیات پرش بلند، روزولت و استالین و چرچیل را در کنفرانس تهران به قتل برساند. کمونیست‌ها ادعا می‌کنند آلمان‌ها با شکستن رمز مخابرات نیروی دریایی آمریکا از چگونگی برگزاری کنفرانس تهران اطلاع پیدا کرده بودند و با ارسال تیم‌های تکاوری قصد از بین بردن سران متفقین را داشتند ولی سرویس اطلاعاتی شوروی از نقشه آلمان‌ها مطلع شد و قبل از آمدن اسکورتسنی تیم پیشرو تکاوران آلمانی را دستگیر کردند و عملیات آلمان‌ها لغو شد. با این وجود اسکورتسنی در خاطراتش هرگز از چنین عملیاتی نام نبرده است و داستان‌هایی که در این زمینه از سوی شوروی‌ها در زمان‌های مختلف نقل شده است با یکدیگر در خصوص نام افراد، مکان‌ها و سایر موارد مهم اختلاف فاحشی دارند و احتمالاً جهت پروپاگاندا و نشان دادن کارآمدی سرویس جاسوسی شوروی مطرح شده است. طبق نظر سیا در صورتی که عملیات پرش بلند حقیقت و استالین هم از آمدن اسکورتسنی اطمینان داشت، حتی اگر شوروی نقشه آلمان را کشف کرده بودند، استالین هرگز خطر نمی‌کرد و در جایی که می‌داند اسکورتسنی به آنجا خواهد آمد، باقی بماند و جان خود را به خطر بیندازد.

## عملیات مشت آهنین
اکتبر ۱۹۴۴ هیتلر با خبر شد که میکلوش هورتی، نایب السلطنه پادشاهی مجارستان که متحد آلمان در جنگ بود، به‌طور پنهانی وارد مذاکره با ارتش سرخ شوروی شده است تا ارتش مجارستان را تسلیم کند. تسلیم مجارستان ضربه سنگینی به نیروهای آلمانی مستقر در بالکان وارد می‌کرد. از این رو هیتلر دستور داد عملیاتی با نام مشت آهنین برای سرکوب هورتی انجام گیرد. اسکورتسنی نقش اساسی را در این عملیات به عهده داشت. پسر هورتی به‌طور مداوم با مأموران شوروی دیدار می‌کرد. سرویس امنیتی آلمان از طریق واسطه‌هایی پسر هورتی را متقاعد ساختند که نمایندگان یوگسلاوی و مارشال تیتو علاقه‌مند به دیدار با وی هستند. سرانجام قرار ملاقات در ۱۵ اکتبر ۱۹۴۴ در دفتر فلیکی بورنمیزا، رئیس بنادر دانوب مجارستان گذاشته شد. بعد از ورود پسر هورتی به محل مورد نظر، به جای نمایندگان تیتو، اسکورتسنی و تکاوران وافن اس‌اس به محل وارد شده و پس از دستگیری پسر هورتی وی را داخل یک فرش بسته‌بندی کردند و با هواپیما به وین فرستادند. در ادامه عملیات تعداد محدودی از نیروهای وافن اس‌اس به رهبری اسکورتسنی با چهار تانک تیگر ۲ به سمت قصر هورتی حرکت کردند و با کمترین میزان تیراندازی و با تهدید هورتی نسبت به وضعیت پسرش وی را دستگیر کرده و مجارستان را دوباره به سلطه آلمان برگرداندند. در کل این عملیات فقط هفت سرباز مجارستانی کشته شدند و ۲۶ نفر نیز زخمی شدند. به دلیل این موفقیت، اسکورتسِنی به درجه سرهنگ دومی ترفیع یافت.

## زندگی بعد از جنگ

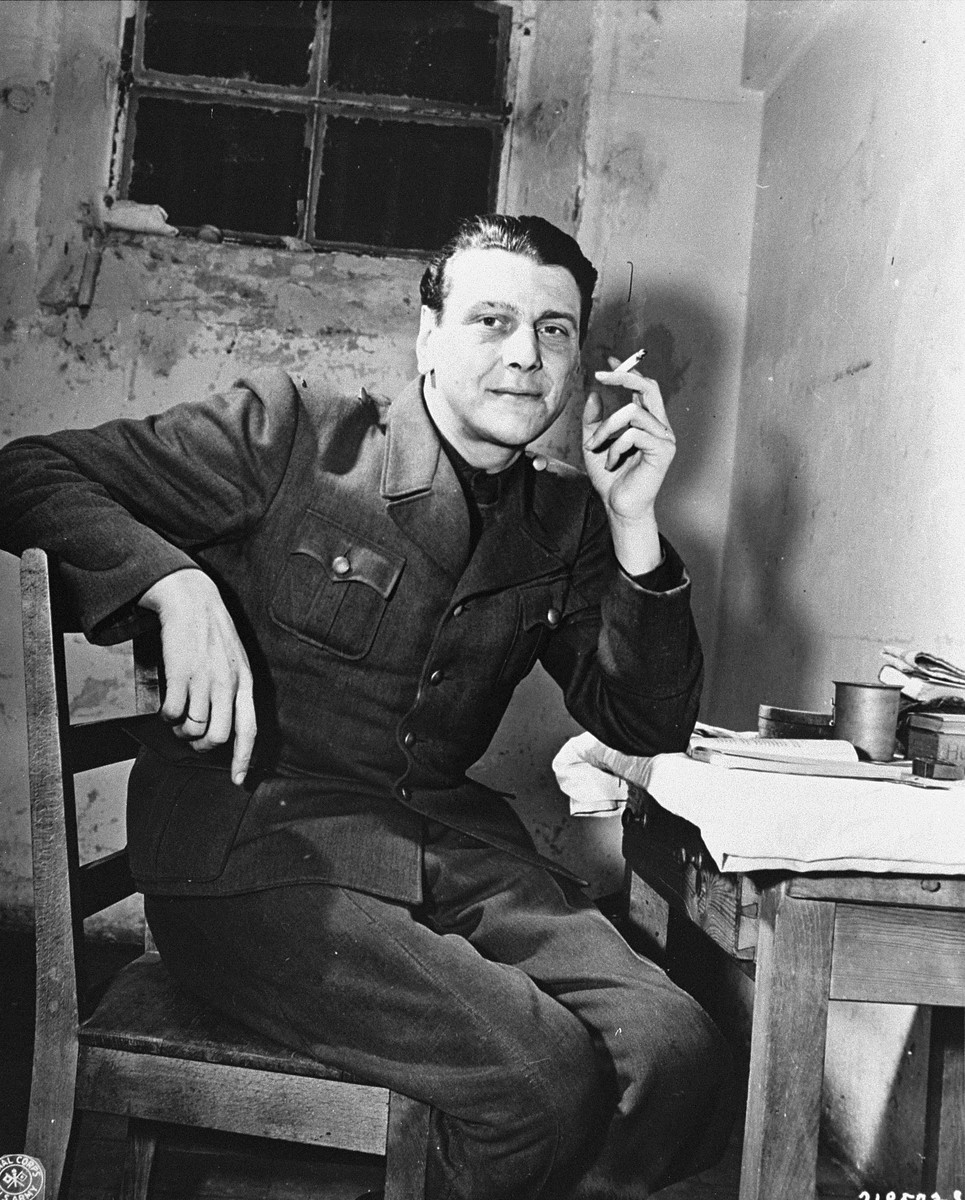
تصویری از اتو اسکورتزنی

نشریه اسرائیلی ماتارا در سال ۱۹۸۴ در مقاله‌ای مدعی شد که اسکورتزنی در سال ۱۹۶۳ توسط موساد و به منظور گردآوری اطلاعات از دانشمندان آلمانی که روی پروژه‌ای مصری برای توسعه راکت‌هایی علیه اسرائیل کار می‌کردند، به کار گرفته شده است. او پس از آموزش‌هایی که در مراکز موساد در اسرائیل دید، عملیات‌هایی از جمله قتل دانشمند موشکی آلمان به نام هینز کروگ و فرستادن بمب پستی که منجر به کشته شدن ۵ دانشمند آلمانی در مصر شد، را بر عهده گرفت.
او در اواخر عمر خود خاطراتش را که به نوعی دفاعیه‌ای از عملکرد خود است را در کتابی  منتشر کرد که این کتاب با عنوان «جنگ ناشناخته» در ایران منتشر شده است.

## مرگ
اسکورتزنی روز ۵ ژوئیه سال ۱۹۷۵ در ۶۷ سالگی بر اثر سرطان ریه در مادرید درگذشت. او هرگز در طول عمرش نازیسم را تقبیح نکرد.

## نگارخانه

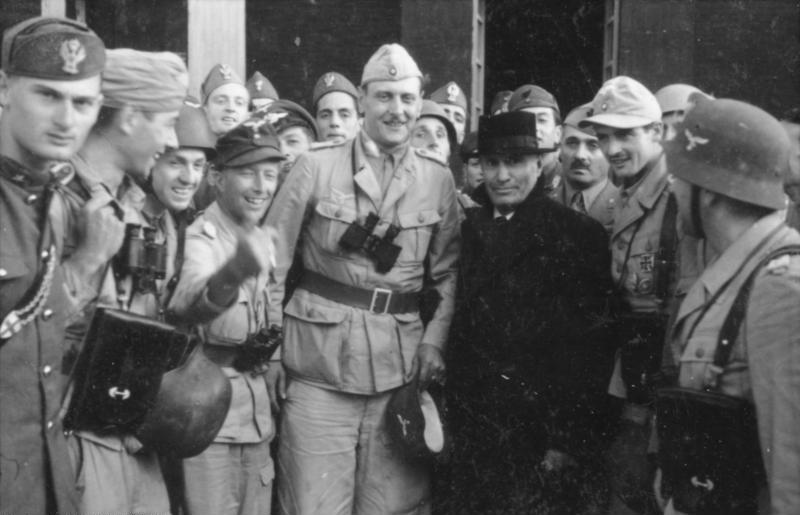
اسکورتسینی و موسولینی پس از عملیات بلوط
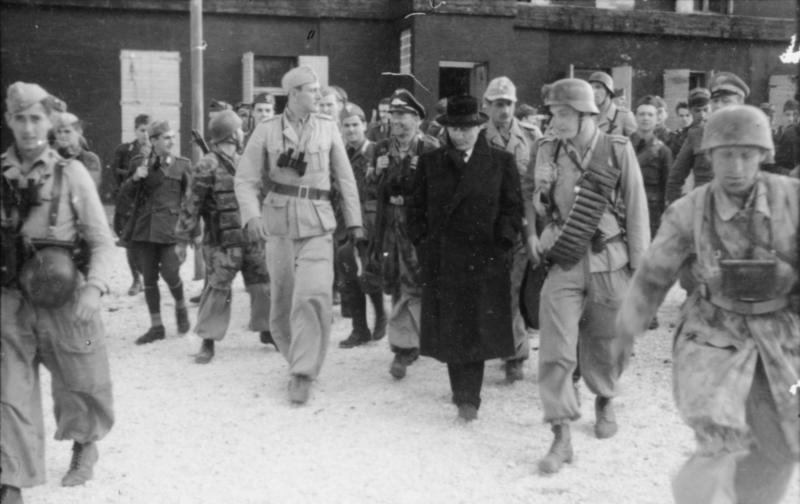
اسکورتسینی و موسولینی
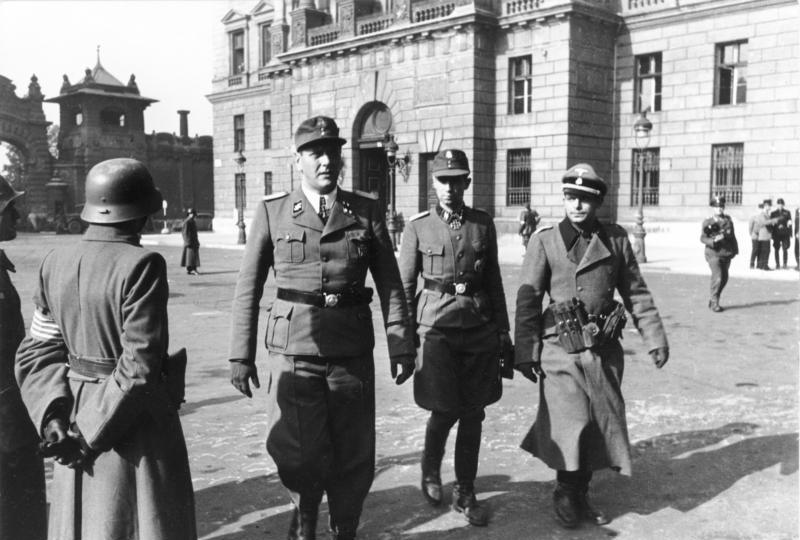
اسکورتسینی
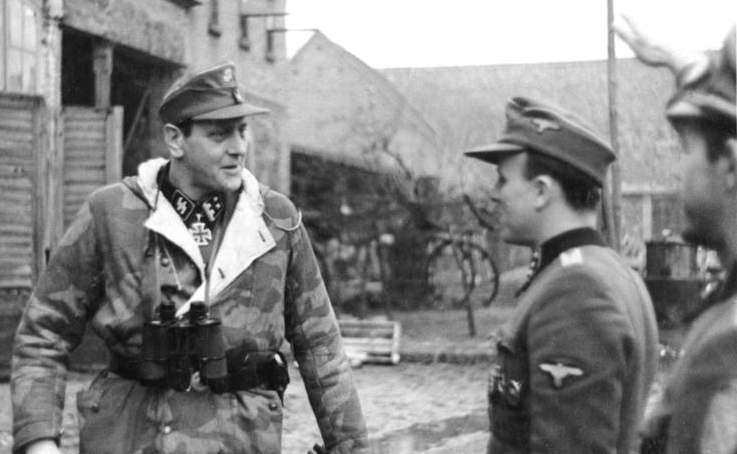
اسکورتسینی در لباس تکاوران وافن اس‌اس